# Elis Fischer
Gustaf Elis Fischer, nascido em 13 de janeiro de 1834 em Askersund, morreu em 19 de agosto de 1889 em Långholmen em Estocolmo, era advogado, diretor e membro do parlamento sueco.

## Biografia
Fischer cresceu em Askersund como filho do postmaster em Askersund, Per Gustaf Fischer e Eva Sophia Brattström. Ele foi para a escola primária de Askersund e depois se mudou para Örebro, onde começou seus estudos na escola primária de Örebro . Ele educou na Universidade de Uppsala em 1854, se formou em direito em 1859.  

### Vida profissional
Fischer era o CEO da companhia de seguros Skandia. Ele foi membro do parlamento da primeira câmara do parlamento de 24 de março de 1886 a 31 de dezembro de 1886, eleito para o distrito eleitoral da cidade de Estocolmo, quando perdeu sua confiança cívica e foi condenado a trabalhos criminais pela prefeitura de Estocolmo por "três circunstâncias agravadas envolvendo crimes fraudulentos" e estupro. contra o principal.  Ele é descrito como um dos lacaios obedientes de Wallenberg.  Fischer e o arquiteto Sandahl fizeram uma viagem de estudo na Europa para encontrar inspiração para o que se tornará a Skandia House, localizada ao lado de Mynttorget. O modelo da casa era o palácio renascentista italiano florentino. 

## Objetivo do Fischer

### A penalidade
Fischer teve que cumprir sua sentença na prisão central de Långholmen . Ele recebeu três anos e meio de prisão e três anos de prisão .  Em março de 1887, foi escrito na imprensa diária que Fischer está muito desesperado e se senta em um banquinho e chora.  

## A esfera privada

### Família
Elis Fischer era o avô do diretor de fotografia Gunnar Fischer. 

### Morte
Ele morreu em 12 de abril de 1889 em Långholmen . Ele adoeceu seis meses antes, durante o qual recebeu visitas de sua esposa e filhos. A causa da morte foi considerada doença pulmonar e anemia geral. Ao mesmo tempo, Fischer havia se degradado bastante. Ele morreu quase imperceptivelmente.  
De acordo com o atestado de óbito, ele morreu de pneumonia no pulmão direito (pneumonia dextra).  
Fischer foi enterrado no Cemitério do Norte, em Estocolmo. 

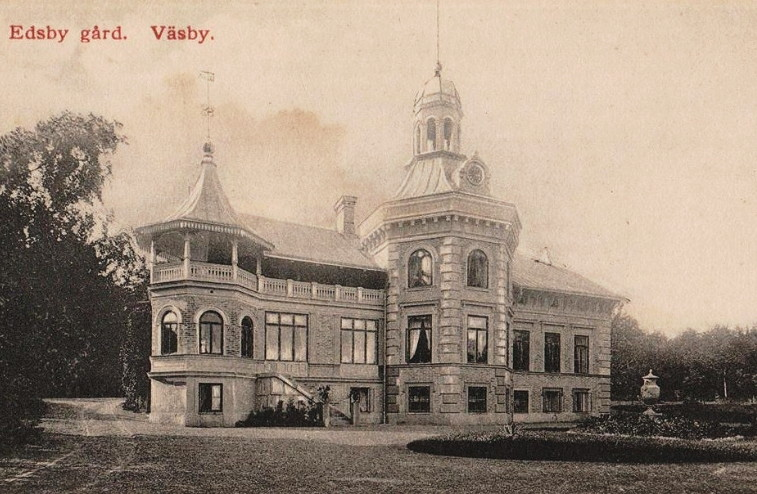
Castelo de Edsby, erigido por Elis Fischer.

## Distinções
- Cavaleiro da Ordem das Estrelas do Norte
- Cavaleiro da Ordem Vaasa

### Notável
1. ↑  Artikel i Wenersborgs stad och län 1887-01-03 som refererar rådhusrättens dom 31 december 1886.